# Camilla Svensson
Camilla Marie Svensson (* 20. Januar 1969 in Göteborg; ⚭ Camilla Marie Gustafsson) ist eine ehemalige schwedische Fußballspielerin.

## Karriere

### Vereine
Svensson spielte im Seniorinnenbereich zunächst und zuletzt bis zum Spielzeitende 1992 für GAIS Göteborg in der Damallsvenskan, der höchsten Spielklasse im schwedischen Frauenfußball. Von 1993 bis 1996 war sie Spielerin des in Mölndal in der gleichnamigen Gemeinde und im Ballungsraum von Göteborg ansässigen Jitex BK/JG 93. Ihre Spielerkarriere beendete sie beim Ligakonkurrenten Öxabäck/Mark IF mit Abschluss der Spielzeit 1997.

### Nationalmannschaft
Svensson bestritt im Zeitraum von 1991 bis 1997 23 Länderspiele für die Nationalmannschaft des SvFF; sowohl ihr erstes als auch ihr letztes Länderspiel wurde in Freundschaft ausgetragen. Sie debütierte als Nationalspielerin am 21. August 1991 beim 2:0-Sieg über die Nationalmannschaft der UdSSR in Stenungsund und trug das Nationaltrikot zuletzt gegen die Nationalmannschaft der Niederlande in der torlosen Begegnung am 11. Juni 1997 in Zeist.
Dazwischen bestritt sie sieben weitere Freundschaftsspiele, fünf EM-Qualifikationsspiele, zwei bei ihrer Teilnahme an der Weltmeisterschaft 1991 (2. und 3. Spiel der Gruppe B) sowie drei in der Gruppe E bei ihrer Teilnahme am olympischen Fußballturnier 1996. Mit der Mannschaft nahm sie ferner im Jahr 1992 am Turnier um den Open-Nordic-Cup, als Alternative zu den (seit 1982 nicht mehr ausgetragenen) Nordischen Meisterschaften, teil und kam am 8. und 10. März in den beiden mit 2:1 und 3:1 gewonnenen Spielen gegen die Nationalmannschaften Norwegens und Dänemarks in Agia Napa auf Zypern zum Einsatz, wie auch bei ihrer Teilnahme am Turnier um den Algarve-Cup 1997 (2. Spiel Gruppe B und Spiel um Platz 3).

## Erfolge
Nationalmannschaft
- Dritter Weltmeisterschaft 1991
- Dritter Algarve-Cup 1997

Jitex BK
- Zweiter Meisterschaft 1993